# أزرق الإتريوم والإنديوم والمنغنيز
أزرق الإيتريوم الإنديوم و المنغنيز  المعروف أيضا باسم YInMn Blue وأزرق ولاية أوريغون  أو أزرق ماس نسبة لمكتشفه، هو صباغ  أزرق غير عضوي اكتشفه عن طريق الصدفة من قبل أستاذ جامعي إسمه ماس سوبرامانيان وطالب الدراسات العليا أندرو سميث، في جامعة ولاية أوريغون في عام 2009.  الصباغ جدير بالملاحظة بسبب لونه الأزرق النابض بالحياة شبه المثالي وانعكاس NIR العالي بشكل غير إعتيادي. يحتوي المركب الكيميائي على بنية بلورية فريدة  مكونة من أيونات المنجنيز ثلاثية التكافؤ في التنسيق ثلاثي الهرمي ثلاثي الزوايا وهي مسؤولة عن اللون الأزرق الشديد. منذ الاكتشاف الأولي ، تم استكشاف المبادئ الأساسية لعلم الألوان على نطاق واسع من قبل فريق بحث سوبرامانيان ، مما أدى إلى مجموعة واسعة من الأصباغ الخضراء والبنفسجية والبرتقالية الجديدة. تم التوصل إلى هذه الصباغ الجديدة عن طريق الإضافة المتعمدة للكروموفور.

## أصباغ تاريخية
اكتشفت أول صبغة زرقاء اصطناعية معروفة وهي الأزرق المصري من قبل الفراعنة المصريون الذين رعوا إنشاء أصباغ جديدة لاستخدامها في الفن. جمعت الحضارات الأخرى المواد العضوية والمعدنية لتكوين أصباغ زرقاء تتراوح من الأزرق السماوي مثل أزرق المايا، إلى أزرق هان التي طورتها أسرة هان الصينية وتم تعديل مكوناتها لإنتاج لون أزرق فاتح أو غامق.
حاليًا ، يتم استخدام عدد من الأصباغ لإضفاء اللون الأزرق. أزرق كوبالت  تم وصفه لأول مرة في عام 1777؛ إنه مستقر للغاية وقد تم استخدامه تقليديًا كعامل تلوين في السيراميك. كان تتم صناعة صبغة اللازورد عن طريق طحن اللازورد الباهظ الثمن إلى مسحوق حتى اخترع الصناعي الفرنسي جان بابتيست غيميه بديلا اصطناعيًا أرخص ثمنا في عام 1826 ، وتلاه الكيميائي الألماني كريستيان جملين عام 1828. الأزرق البروسي وصف لأول مرة من قبل العالم الموسوعي الألماني يوهان ليونارد فريش و رئيس الأكاديمية البروسية للعلوم ، جوتفريد فيلهلم ليبنيز في عام 1708.   الأزوريت معدن نحاسي ناعم أزرق داكن ينتج عن تاكل رواسب خام النحاس ؛ تم استخدامه منذ العصور القديمة وسجل إستخدامه لأول مرة الكاتب الروماني في القرن الأول بليني الأكبر.  تم تحضير Phthalocyanine Blue BN لأول مرة في عام 1927 ولديه مجموعة واسعة من التطبيقات.
معظم الأصباغ المعروفة لها تأثيرات ضارة بالصحة والبيئة و / أو مشاكل في ثبات اللون. يسبب لون أزرق الكوبالت التسمم  عند استنشاقه أو تناوله. من المعروف أن اللون الأزرق البروسي يطلق سيانيد الهيدروجين في ظل ظروف حمضية معينة.  الالترامارين والأزوريت غير مستقرين خاصة في درجات الحرارة العالية والظروف الحمضية ؛ بالإضافة إلى ذلك ، يتضمن إنتاج الترامارين انبعاث كمية كبيرة من ثاني أكسيد الكبريت السام.  نوع الصباغ الأحدث Phthalocyanine Blue BN غير قابل للتحلل الحيوي وقد وجد أنه يسبب عيوبًا  عصبية في تطوير أجنة الدجاج عند حقنها مباشرة في البيض خلال فترة الحضانة.
الأصباغ زرقاء غير عضوية التي تحتوي على المنغنيز (في حالة الأكسدة الخماسية التكافؤ وفي تنسيق رباعي السطوح ) هو حامل الصبغ الذي تم استخدامه منذ العصور الوسطى.  تم التخلص من البدائل الاصطناعية، مثل كبريتات منغنات الباريوم (أو أزرق المنغنيز ، الذي تم تطويره في عام 1907 وحصل على براءة اختراع في عام 1935) ، صناعيًا بسبب مخاوف تتعلق بالسلامة العامة.
أزرق الإيتريوم الإنديوم و المنغنيز هو صباغ غير عضوي ويشكل بديلا آمن بيئيًا للأصباغ الزرقاء المستخدمة تقليديًا، كما ويوفر لونًا أزرق كثيفًا وثابت.

## اكتشاف الصباغ
في عام 2008، تلقى سوبرامانيان منحة من مؤسسة العلوم الوطنية لاستكشاف مواد جديدة لتطبيقات الإلكترونيات. في إطار هذا المشروع ، كان مهتمًا بشكل خاص بتوليف مواد متعددة الوظائف الحديدية  من أكاسيد المنغنيز . قام بتوجيه أندرو سميث ، أول طالب دراسات عليا في مختبره، للبحث عن محلول أكسيد صلب . كان المركب الناتج الذي صنعه سميث بالصدفة مادة شديدة الزراق.  أدرك سوبرامانيان الاستخدام المحتمل للمركب كصبغة زرقاء نظرًا لعمله السابق  في شركة دوبونت.
الصباغ جدير بالملاحظة بسبب لونه الأزرق النابض بالحياة شبه المثالي وانعكاس NIR العالي بشكل غير عادي.   يمكن تعديل اللون عن طريق تغيير نسبة مكوناته.

## الخصائص والتحضير
صباغ أزرق الإيتريوم الإنديوم و المنغنيز مستقر كيميائيًا ولا يتلاشى نع الوقت وهوغير سام. إنه أكثر ديمومة من الصبغات الزرقاء البديلة مثل اللازورد أو الأزرق البروسي، وهي يحافظ على لون نابض بالحياة في الزيت والمياه، وهو أكثر أمانا من الأزرق الكوبالت الذي يشتبه بتسبح بالسرطان  وقد يسبب التسمم .
يعكس صباغ أزرق الإيتريوم الإنديوم و المنغنيز الأشعة تحت الحمراء بقوة  مما يجعل هذا الصباغ مناسبًا للطلاء البارد الموفر للطاقة. يمكن تحضيره عن طريق تسخين أكاسيد عناصر الإيتريوم والإنديوم والمنغنيز إلى درجة حرارة تقارب 1,200 °م (2,200 °ف).

## التسويق
بعد أن نشر سوبرامانيان وسميث وزملاؤهم الآخرون نتائجهم ، بدأت الشركات في الاستفسار عن الاستخدامات التجارية. فازت شركة Shepherd Color Company في النهاية بترخيص تسويق الصبغة في مايو 2015.

## وصلات خارجية
- براءة الاختراع الأمريكية رقم 8282728 : "المواد ذات التنسيق الثلاثي الزوايا ثنائية الهرمية وطرق صنعها"
- صفحة Shepherd Color Company YInMn : "مصدر للكميات التجارية من مواد YinMn Blue و Artist Colors التي تحتوي على YInMn Blue"